# 天赐 (北魏)
天赐（404年十月-409年十月）是北魏道武帝拓跋珪的年號，歷時5年餘。

## 紀年
| 天赐 | 元年  | 二年  | 三年  | 四年  | 五年  | 六年  |
| ---- | ----- | ----- | ----- | ----- | ----- | ----- |
| 公元 | 404年 | 405年 | 406年 | 407年 | 408年 | 409年 |
| 干支 | 甲辰  | 乙巳  | 丙午  | 丁未  | 戊申  | 己酉  |

## 參看
- 中国年号索引
  - 其他时期使用的天赐年号
- 同期存在的其他政权年号
  - 义熙（405年-418年十二月）：東晉皇帝晋安帝司马德宗的年号
  - 天康（404年-405年二月）：桓谦年号
  - 弘始（399年九月-416年正月）：后秦政权姚兴年号
  - 太初（388年六月-400年七月）：西秦政权乞伏乾归年号
  - 光始（401年八月-406年）：后燕政权慕容熙年号
  - 建始（407年正月-407年七月）：后燕政权慕容熙年号
  - 正始（407年七月-409年十月）：北燕政权高雲年号
  - 太平（409年十月-430年）：北燕政权冯跋年号
  - 建平（400年-405年十一月）：南燕政权慕容德年号
  - 太上（405年十一月-410年二月）：南燕政权慕容超年号
  - 弘昌（402年三月-404年二月）：南凉政权秃发傉檀年号
  - 嘉平（408年十一月-414年七月）：南凉政权秃发傉檀年号
  - 庚子（400年十一月-404年十二月）：西凉政权李暠年号
  - 建初（405年-417年二月）：西凉政权李暠年号
  - 永安（401年六月-412年十月）：北凉政权沮渠蒙逊年号
  - 龙升（407年六月-413年二月）：夏国政权赫连勃勃年号